# Whisper : Libres comme le vent
Pour les articles homonymes, voir Whisper.
Série
Whisper 2
(2015)
Pour plus de détails, voir Fiche technique et Distribution.
Whisper : Libres comme le vent (en allemand : Ostwind - Zusammen sind wir frei) est un film allemand de Katja von Garnier avec Hanna Höppner, sorti le 21 mars 2013. En France, il est sorti directement en DVD le 23 octobre 2013.

## Synopsis
Mika, une adolescente qui n'est jamais montée à cheval, est punie par ses parents et doit aller passer ses vacances chez sa grand mère. Là-bas, elle fait la rencontre d'un étalon noir nommé Whisper. Promis à l'abattoir, l'animal réputé indomptable se laisse progressivement apprivoiser. Mika va devoir remporter un prestigieux tournoi d'équitation pour sauver son compagnon.

## Fiche technique
- Titre : Whisper : Libres comme le vent
- Titre original : Ostwind
- Réalisation : Katja von Garnier
- Scénario : Kristina Magdalena Henn et Lea Schmidbauer
- Musique : Annette Focks
- Photographie : Torsten Breuer
- Montage : Dirk Grau
- Production : Ewa Karlström et Andreas Ulmke-Smeaton
- Société de production : A Film Location Company, Constantin Film et SamFilm Produktion
- Pays :  Allemagne
- Genre : Aventure et drame
- Durée : 101 minutes
- Dates de sortie : 
  -  Allemagne : 21 mars 2013
  -  France : 23 octobre 2013 (vidéo)

## Distribution
- Hanna Binke (de) (VF : Sophie Planet) : Mika Schwarz
- Marvin Linke (de) (VF : Jean-Pierre Leblan) : Sam
- Cornelia Froboess (VF : Marie Gamory) : Maria Kaltenbach
- Tilo Prückner (VF : Mathieu Rivolier) : M. Kaan
- Nina Kronjäger (de) : Elisabeth Schwarz
- Jürgen Vogel : Philipp Schwarz
- Marla Menn (de) : Michelle
- Henriette Morawe (de) (VF : Marie Nonnenmacher) : Tinka
- Amber Bongard : Fanny
- Detlev Buck : Dr Anders
- Martin Butzke (de) : le professeur
- Peter Meinhardt (de) (VF : Jérôme Keen) : Friedrich Fink

 Source et légende : version française (VF) sur RS Doublage et carton du doublage français.

## Box-office
Il attire 750 000 spectateurs en Allemagne.